# Cantó de La Chas-Dieu
El cantó de La Chas-Dieu és un cantó francès del departament de l'Alt Loira, situat al districte de Briude. Té 11 municipis i el cap és La Chasa Dieu.

## Municipis
- Berbezit
- Bonneval
- La Chas-Dieu
- La Chapelle-Geneste
- Cistrières
- Connangles
- Félines
- Laval-sur-Doulon
- Malvières
- Saint-Pal-de-Senouire
- Sembadel

## Història
| Data d'elecció                           | Identitat       | Partit          | Qualitat |
| ---------------------------------------- | --------------- | --------------- | -------- |
| 1964-1988                                | Paul Perrin     | RI, després UDF |          |
| 1988-2001                                | Paul Bard       | UDF             |          |
| 2001-                                    | Robert Flauraud | Divers droite   |          |
| les dades anteriors no són pas conegudes |                 |                 |          |
|                                          |                 |                 |          |